# دان كويل
جيمس دانفورث «دان» كويل (بالإنجليزية: Dan Quayle) (ولد في 4 فبراير 1947) هو سياسي أمريكي ومحامي كان نائب رئيس الولايات المتحدة من عام 1989 إلى 1993 في رئاسة جورج بوش الأب، وترتيبه الرابع والأربعين بين نواب رؤساء الولايات المتحدة. وكان أيضا نائبا (1977-81) وسيناتورا (1981 -89) من ولاية إنديانا.
ولد كويل في مدينة إنديانابوليس عاصمة إنديانا، وقضى معظم طفولته في بارادايس فالي، وهي ضاحية من ضواحي فينيكس عاصمة أريزونا. تزوج مارلين تاكر في عام 1972 وحصل على درجة الدكتوراه من كلية روبرت مكيني للحقوق في جامعة إنديانا في عام 1974. وزاول المحاماة في هنتنغتون، إنديانا مع زوجته قبل انتخابه لمجلس النواب الأمريكي في عام 1976 وهو بعمر التاسعة والعشرين، وفاز بانتخابات مجلس الشيوخ في العام التالي.
وفي عام 1988، اختاره نائب الرئيس جورج بوش الأب ليكون نائبه بعد أن ترشح الأول عن الحزب الجمهوري في انتخابات الرئاسة. فاز بوش وكويل بالانتخابات عام 1988 على المرشحين الديمقراطيين مايكل دوكاكيس ولويد بنتسن.
وبصفته نائب الرئيس، قام كويل بزيارات رسمية إلى 47 دولة وعين رئيسا للمجلس الوطني للفضاء. وتمكن من ترشيح نفسه مجددا لمنصب نائب الرئيس في عام 1992 خلف بوش، لكنه هزم أمام الديمقراطي بيل كلينتون ونائبه آل غور.
في عام 1994، نشر كويل مذكراته بعنوان «الشركة الدائمة» لكنه رفض الترشح للمناصب العامة في هذه الفترة الزمنية لأنه كان يعاني من التهاب الوريد. وسعى للنيل ترشيح الحزب الجمهوري للرئاسة في عام 2000، لكنه انسحب وأيد جورج دبليو بوش. في عام 2016، أيد جيب بوش وبعد ذلك دعم دونالد ترامب للرئاسة. يقيم كويل وزوجته في باراديس فالي في أريزونا.
يعمل كويل حاليا كرئيس الاستثمارات العالمية في سيربيروس كابيتال مانجمنت.

## النشأة
ولد كوايل في إنديانابوليس عاصمة ولاية إنديانا، وهو ابن مارثا كورين بوليام وجيمس كلاين كوايل. في بعض الأحيان تمت الإشارة إليه خطأ باسم جيمس دانفورث كويل الثالث. يشير كويل في مذكراته إلى أن اسمه عند الولادة كان ببساطة جيمس دانفورث كويل. أتى اسم عائلته من جزيرة مان، حيث ولد جده الأكبر.
كان جده لأمه، يوجين بوليام، شخصية ثرية في مجال النشر وأسس شركة سنترال نيوز بيبرز، التي امتلكن أكثر من اثنتي عشرة صحيفة رئيسية مثل «أريزونا ريبوبليك» و«إنديانابوليس ستار». انتقل جيم كويل الأب مع أسرته إلى أريزونا في عام 1955 ليدير هناك فرع إمبراطورية النشر.
قضى دان أغلب شبابه في أريزونا، وعاد إلى موطنه إنديانا وتخرج من مدرسة هنتنغتون نورث الثانوية في هنتنغتون (إنديانا) عام 1965. وبعد ذلك التحق بجامعة دي بو، حيث حصل على درجة البكالوريوس في العلوم السياسية في عام 1969، كان لثلاثة أعوام عضوا في فريق الجامعة للجولف (1967-1969) وعضواً في أخوية دلتا كابا إبسيلون (فرع ساي فاي).انضم كويل إلى الحرس الوطني لولاية إنديانا وخدم في الفترة من 1969 إلى 1975، ووصل إلى رتبة رقيب. حصل أثناء خدمته في الحرس على درجة الدكتوراه في القانون في عام 1974 من كلية الحقوق بجامعة إنديانا روبرت ماكيني، والتقى هناك بزوجته المستقبلية، مارلين، التي كانت تأخذ دروس ليلية في نفس الكلية في ذلك الوقت.

## منصب نائب الرئيس (1989 – 1993)

### حملة نائب الرئيس 1988
اختار جورج بوش الأب كويل نائبًا له في حملة الانتخابات الرئاسية الأمريكية عام 1988، خلال المؤتمر الجمهوري في نيو أورليانز، لويزيانا، الذي انعقد في 16 أغسطس 1988. أصبح الاختيار مثيرًا للجدل بشكل فوري. أشاد الرئيس السابق رونالد ريغان بـ«طاقة وحماس» كويل التي يتمتع بها. برزت ثلاثة أسئلة في التغطية الصحفية للمؤتمر بشأن «مشكلات كويل الثلاث». تضمنت الأسئلة خدمته العسكرية، ورحلة جولف إلى فلوريدا مع بولا باركنسون، وما إذا كان مؤهلًا بشكل كافٍ ليكون نائب رئيس. بدا كويل في بعض الأحيان متوترًا وفي أحيان أخرى كان مترددًا أو مراوغًا عند محاولته الإجابة على الأسئلة. ألقى ممثلو المؤتمر اللوم بشكل عام على التليفزيون والصحافة لتركيزهم على مشاكل كويل، في حين قال فريق عمل بوش إنهم يعتقدون أن كويل أساء الإجابة على الأسئلة المتعلقة بسجله العسكري، تاركًا الأسئلة عالقة. وعلى الرغم من أن بوش كان متأخرًا بحوالي 15 نقطة في استطلاعات الرأي العام التي أجريت قبل المؤتمر، لكن بطاقة بوش وكويل احتلت مركز الصدارة، وهو الأمر الذي لم يتراجع طوال بقية الحملة.
ناقش كويل المرشح الديمقراطي لويد بنتسن، خلال مناظرة نائب الرئيس في أكتوبر 1988. وعندما كانت يتطرق موضوع المناظرة إلى خبرة كويل المحدودة نسبيًا في الحياة العامة، فإنه كان يقارن فترة خدمته في الكونغرس (12 سنة) مع فترة خدمة الرئيس الراحل جون إف. كيندي (14 سنة)، إذ كان لكيندي خبرة أقل من منافسيه خلال الترشح الرئاسي عام 1960. كانت مقارنة واقعية على الرغم أن مستشارو كويل حذروا مسبقًا من إمكانية استخدامها ضده. وأصبح رد بنتسن -«سيناتور، أنت لست جاك كيندي»- جزءًا من المعجم السياسي فيما بعد. كانت إستراتيجية كويل خلال المناظرة، هي انتقاد دوكاكيس بسبب ليبراليته المفرطة.

## وصلات خارجية
- دان كويل على موقع IMDb (الإنجليزية)
- دان كويل على موقع الموسوعة البريطانية (الإنجليزية)
- دان كويل على موقع مونزينجر (الألمانية)
- دان كويل على موقع ميوزك برينز (الإنجليزية)
- دان كويل على موقع إن إن دي بي (الإنجليزية)
- دان كويل على موقع قاعدة بيانات الفيلم (الإنجليزية)
- Campaign contributions made by Dan Quayle
- Speech to the Commonwealth Club of California ("Murphy Brown speech")
- List of Quayle Quotations
- Vice Presidential Museum at the Dan Quayle Center
- VP Quayle Receives DePauw's McNaughton Medal for Public Service; October 26, 1990 نسخة محفوظة 3 يوليو 2010 على موقع واي باك مشين.
- nndb
- Cerberus Capital Management LP
- Genealogy of the family of J. Danforth Quayle

| المناصب السياسية   | المناصب السياسية                                               | المناصب السياسية |
| ------------------ | -------------------------------------------------------------- | ---------------- |
| سبقه جورج بوش الأب | نائب رئيس الولايات المتحدة January 20, 1989 – January 20, 1993 | تبعه آل جور      |